# Pep (sèrie de televisió)
Pep és una sèrie de televisió balear d'IB3 produïda per Singular Audiovisual i dirigida per Ferran Bex, Juan Ortega i Miquel Verd. Es va estrenar el 20 de gener del 2020 i se n'han emès tres temporades. La ficció es va enregistrar a Montuïri entre la primavera i l'estiu del 2019. Gravat originalment en català, també s'ha subtitulat a aquesta llengua.
El darrer capítol de la tercera temporada es va emetre el 3 d'abril del 2022, finalitzant així la sèrie. L'11 d'abril es va emetre "Sempre endavant. El llegat de Pep", un especial resumint tot el que ha passat durant la sèrie i entrevistant als actors i relacionats. El 2022 va guanyar el Premi Sarasolla a la millor sèrie original d'una cadena autonòmica.

## Argument
En Pep té una família, formada per la seva dona Joana Maria, la seva filla Laura, el seu germà Toni i el seu pare Josep, el farmacèutic de tota la vida del poble on viuen. En Pep és un petit empresari d'èxit, massa centrat en la seva feina sense tenir en compte el que passa al seu voltant. Però un dia descobreix que el seu pare té un deteriorament cognitiu lleu, l'avantsala de l'Alzheimer, i la seva vida farà un gir de 180 graus.

## Repartiment
- Toni Gomila com a Pep
- Llum Barrera com a Joana Maria
- Miquel Gelabert com a Josep
- Judith Diakhate com a Elena
- Joan Miquel Artigues com a Toni
- Carles Molinet com a Pascual
- Caterina Adrover com a Laura